# Język sidamo
Język sidamo – język afroazjatycki ze wschodniej gałęzi języków kuszyckich. Mówi nim ok. 3 mln ludzi, używany jest w południowo-centralnej Etiopii. Blisko spokrewniony z językiem gedeo. Bliski słownikowo językom alaba i kembata (zbieżność leksykalna wynosi odpowiednio 64 i 62 procent).